# لینگاسوگور
لینگاسوگور (به انگلیسی: Lingasugur) یک منطقهٔ مسکونی در هند است که در بخش رایچور واقع شده‌است. لینگاسوگور ۳۴٬۹۳۲ نفر جمعیت دارد و ۴۹۹ متر بالاتر از سطح دریا واقع شده‌است.